# Lutogemma sandybrucei
Lutogemma sandybrucei is een krabbensoort uit de familie van de Macrophthalmidae. De wetenschappelijke naam van de soort is voor het eerst geldig gepubliceerd in 2008 door Davie.